# Vício em comida

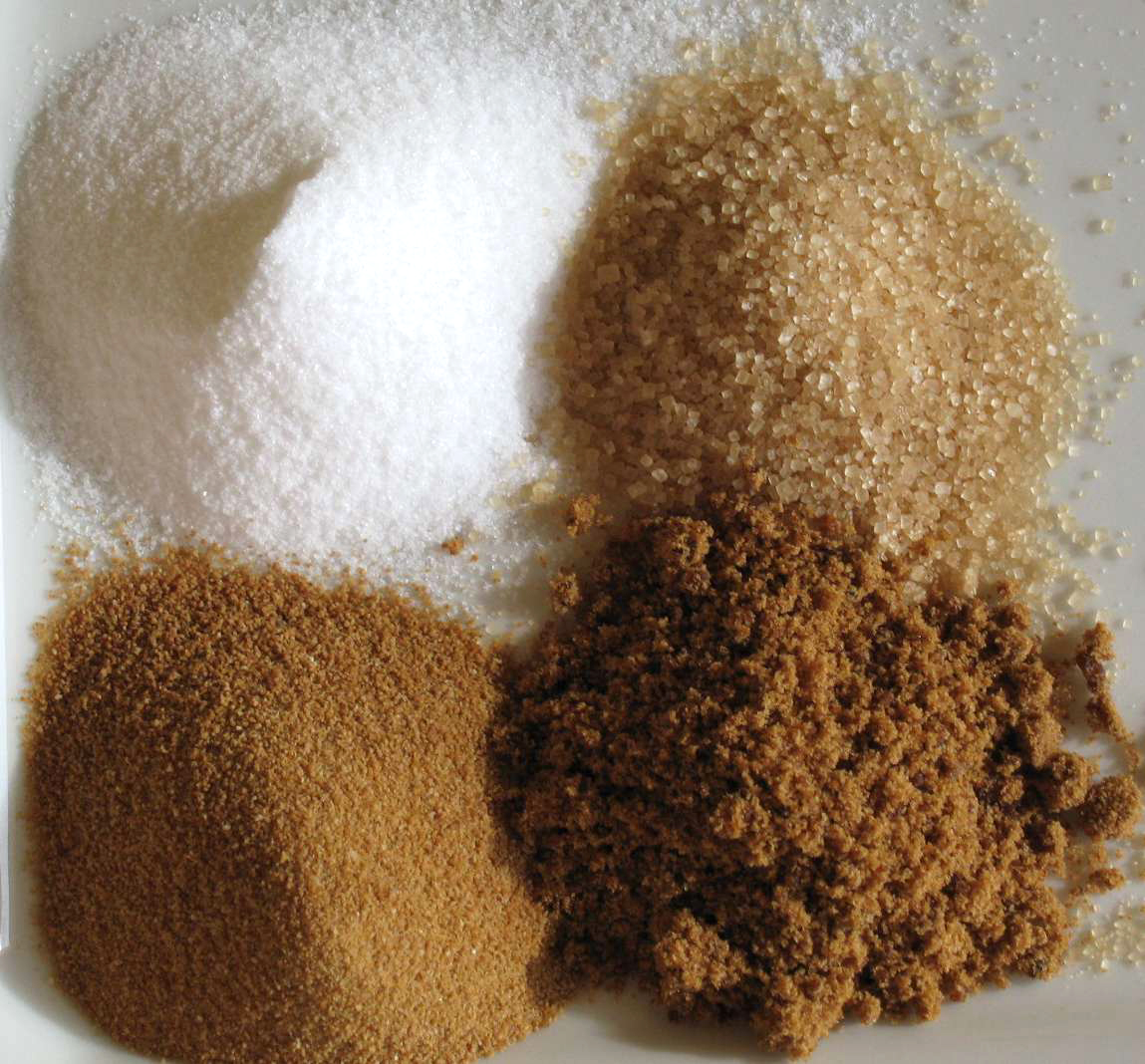
4 tipos de açucar, muito ligado ao vício em comida e encontrado em alimentos palatáveis

O vício em comida ou vício em comer é qualquer vício comportamental caracterizado principalmente pelo consumo compulsivo de alimentos palatáveis (por exemplo, com alto teor de gordura e açúcar) que ativam acentuadamente o sistema de recompensa em humanos e outros animais apesar das consequências adversas.
A dependência psicológica também foi observada com a ocorrência de sintomas de abstinência quando o consumo desses alimentos é interrompido por substituição de alimentos com baixo teor de açúcar e gordura. Como esse comportamento viciante não é biológico, não se pode desenvolver uma característica que codifique um distúrbio alimentar, então os profissionais abordam isso fornecendo terapia comportamental e fazendo uma série de perguntas chamadas de questionário YFAS (Yale Food Addiction Scale), um critério diagnóstico de dependência de substância.
Alimentos açucarados e com alto teor de gordura demonstraram aumentar a expressão de ΔFosB, um biomarcador de vício, no neurônios espinhosos médios tipo D1 do núcleo accumbens; no entanto, há muito pouca pesquisa sobre a plasticidade sináptica do consumo compulsivo de alimentos, fenômeno conhecido por ser causado pela superexpressão de ΔFosB.